# Gideon Ehrlich von Ehrnfeldt

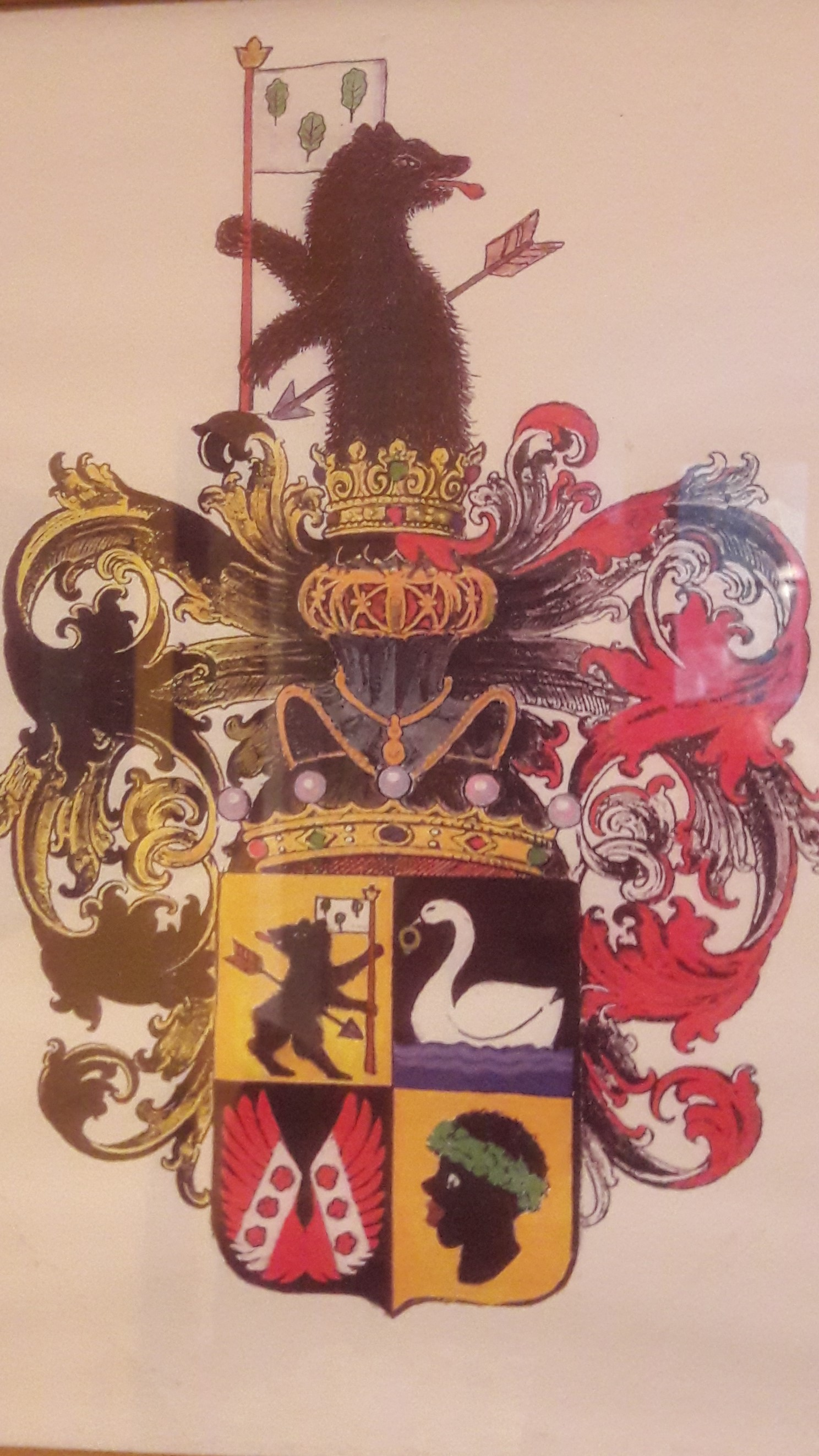
Wappen der Ehrlich von Ehrnfeldt

Gideon Ehrlich von Ehrnfeldt (* um 1607 in Reichenberg, Böhmen; † 24. September 1670 auf Schloss Friedland, Böhmen) war 1638 Stadtrichter, 1642 Bürgermeister von Reichenberg, ab 1643 Burggraf der Herrschaft Reichenberg, 1663 Hauptmann der Herrschaften Friedland und Reichenberg. Er wurde am 18. Oktober 1668 unter Verleihung des Prädikates „von Ehrnfeldt“ in den erblichen Adelsstand des Königreiches Böhmen erhoben und dadurch zum Stammvater des Kleinadelsgeschlechtes der Ehrlich von Ehrnfeldt.

## Herkunft
Die Familie des Gideon Ehrlich tritt in Reichenberg in Nordböhmen in der zweiten Hälfte des 16. Jahrhunderts auf und besaß dort Brauhöfe, d. h. Häuser, die das Privileg besaßen, eigenes Bier zu brauen. Sie zählte daher zu den Familien der so genannten „Brauhöfer“, die in Reichenberg eine Art von Patriziat darstellten.

### In Görlitz

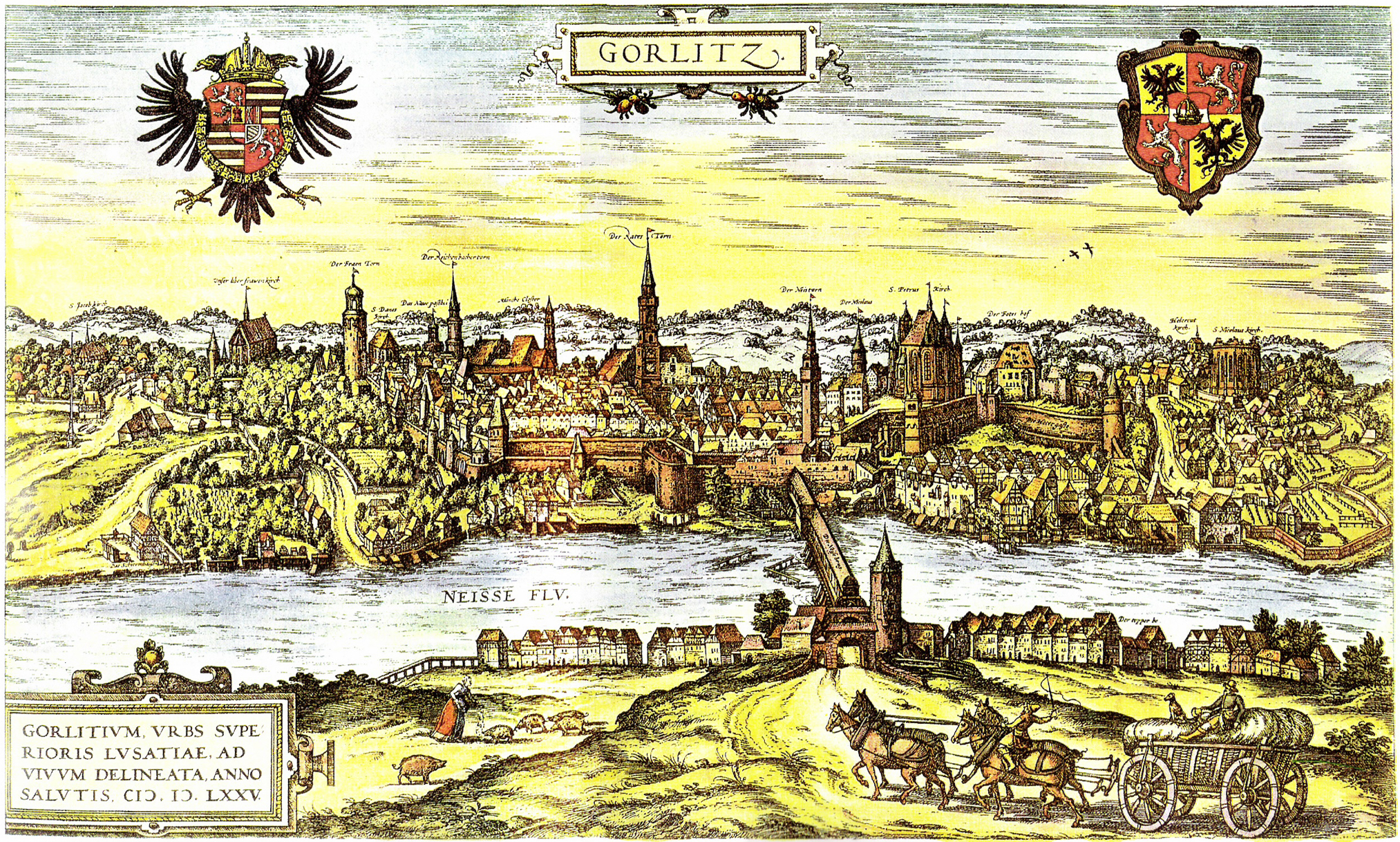
Ansicht der Stadt von Osten, 1575

Die Familie stammte jedoch ursprünglich aus der nahe gelegenen Stadt Görlitz in der Markgrafschaft Oberlausitz, wo ihre Mitglieder unter variablen Namensformen Ehrmilrich, Ehrlich oder Ermilreich auftraten. Ihre Geschichte Görlitz war bewegt. Es gab Höhepunkte, wie die Wahl von Familienmitgliedern zum Bürgermeister der Stadt Görlitz: So Hermann Ermerich (Ermilrich) im Jahre 1321, Johann Ermilreich 1376 und Nikolaus Ermilrich, der 1402, 1413 und 1419 Bürgermeister war. Es gab aber ebenso Tiefpunkte, wie die Teilnahme von Magister Nikolaus Ermilreich an der Görlitzer Pulververschwörung von 1467 gegen den autokratischen Stadtrat, die – aufgedeckt – dazu führte, dass die führenden Verschwörer gefoltert und hingerichtet wurden, darunter Mag. Nikolaus Ermilreich, der seinem Stand gemäß am 6. September 1468 vor dem Pranger am Marktplatz zu Görlitz mit dem Schwert enthauptet wurde.

### In Reichenberg
Die Übersiedlung nach Reichenberg erfolgte aus verschiedenen Gründen. Die Familie war frühzeitig, wohl um 1525, als der Pfarrer Rotbart begann, in Görlitz lutherische Messen zu lesen, zum Protestantismus übergetreten und geriet dadurch in Gegensatz zu dem streng katholischen Stadtrat von Görlitz. Hinzu kam, dass es in der Bevölkerung wachsenden Widerstand gegen den Stadtrat gab, der autoritär regierte und jeden Versuch einer breiteren Mitbestimmung zurückwies. Im Jahr 1527 kam es daher zum Aufstand der Tuchmacher, bei sich der nähere Stammvater, Martin Ehrmilrich, als einer der Sprecher der Tuchmacherzunft exponierte. Der Aufstand wurde mit Gewalt niedergeworfen, der Rädelsführer Peter Liebig wurde in Görlitz vor dem Pranger gevierteilt, acht andere wurden hingerichtet. Martin wurde ins Gefängnis geworfen, gefoltert und erst nach längerer Zeit als weniger belastet unter Verlust seiner Besitzungen wieder freigelassen. Die Folge war, dass dessen Familie in Görlitz benachteiligt wurde und unter ständiger Beobachtung des Rates stand.
Es war daher ein Lichtblick, dass die nur etwa 50 km entfernte Herrschaft Friedland-Seidenberg mit der Kleinstadt Reichenberg in Nordböhmen im Jahre 1554 durch den überzeugten Protestanten Friedrich von Redern (* 1564) von Kaiser Ferdinand I. gekauft wurde, an den dieses Lehen nach dem Aussterben der Freiherren von Bieberstein heimgefallen war. Die Freiherren von Redern waren entschlossen, ihre Herrschaften wirtschaftlich voranzubringen, bemühten sich daher um die Ansiedlung tüchtiger Meister. Die Familie Gideons übersiedelte daher von Görlitz nach Reichenberg, schrieb sich dort einheitlich Ehrlich, ließ sich dauerhaft nieder und wurde so zu Mitbegründern der später berühmten Textilmanufaktur in Reichenberg.
Der Vater von Gideon (I.), Elias (I.) Ehrlich, war bereits 1587 Mitglied der Tuchmacherzunft von Reichenberg und war zwischen 1594 und 1623 immer wieder Vorsteher dieser Zunft, Brauhöfer am Altstädter Platz Nr. 13, Ratsherr, 1611 Kirchenvater und 1622 Stadtrichter von Reichenberg. Dr. J. G. Herrmann zählt ihn zu den „Erzvätern der Reichenberger Tuchmacherzunft“, da er nicht nur einer der ersten Meister in Reichenberg war, sondern auch wesentlichen Anteil an der Formulierung des vom Reichsfreiherren Melchior von Redern 1599 der Reichenberger Tuchmacherzunft erteilten Privileges hatte, das die Grundlage aller diesbezüglichen späteren Freibriefe der Zunft war.
Die Mutter Gideons war Hanna Ullrich († v. 1632). Hanna war eine Schwester des David Ullrich († 1654), Brauhöfer, Burggraf von Friedland 1623–1625 und Burggraf der Herrschaft Reichenberg 1631–1637, der 1638 Bürgermeister von Reichenberg wurde.
Ihr Vater war Aaron Ullrich, der schon 1550 Brauhöfer und Ratsbürger, sowie 1579 und 1582 Stadtrichter von Reichenberg war.
Die Familie Gideons ist mit dem Aufstieg der Stadt Reichenberg durch den Onkel von Hanna Ullrich – Joachim Ullrich von Rosenfeld (* 4. Dezember 1525, † v. 1591) verbunden. Dieser war ein Mann von großer Tatkraft, der nach einer guten Ausbildung und ausgedehnten Reisen 1555 Hauptmann der Herrschaft Friedland-Reichenberg wurde, die sich damals im Pfandbesitz des noch unmündigen Markgrafen Georg Friedrich I. von Brandenburg zu Ansbach und Kulmbach (* 1539, † 1603) befand. In dieser Funktion wurde er vom neuen Herrschaftsbesitzer, dem Reichsfreiherren Melchior von Redern im Jahre 1558 bestätigt. Er übte diese Funktion mit großem Erfolg über dreißig Jahre – bis zu seinem Tod, kurz vor 1591- aus. Dank seiner Initiative wurde aus dem früheren Marktflecken eine richtige Stadt, wobei er 1577 erreichte, dass Reichenberg von Kaiser Rudolf II. förmlich zur Stadt erhoben wurde. J. G. Herrmann meint daher, dass er für Reichenberg „ein wahrer Vater wurde“. Für seine Verdienste wurde er 1564 mit dem Prädikat „von Rosenfeld“ in den erblichen böhmischen Adelsstand erhoben.

## Leben
Gideon Ehrlich wurde um 1607 in Reichenberg
als ältester Sohn seiner Eltern, des Ratsherren Elias Ehrlich und der Hanna Ulrich geboren.

### Spannung zwischen Katholizismus und Reformation
Von Gideons Geschwistern wäre Elias (II.) Ehrlich zu erwähnen. Er war Tuchmacher, Brauhöfer und von 1660 bis 1670 Stadtrichter von Reichenberg. Durch seine Ehe mit Katharina Ullmann zeigt sich die religiöse Spannung, die damals manche Familien zerriss: Sein Schwiegervater, Jonas Ullmann, Bräuhöfer, Ratsherr, Stadtrichter 1614 und 1615 sowie herrschaftlicher Rentmeister zählte zu den reichsten und angesehensten Bürgern der Stadt, der seine andere Tochter Anna Rosina Ullmann 1628 mit dem Reichenberger Stadthauptmann Joachim Jung von Jungenfels vermählte. Er zählte aber auch zu den radikalen Anhängern der Reformation und hatte entscheidenden Anteil an der im November 1631 erfolgten Ermordung des katholischen Pfarrers von Reichenberg, Andreas Strommäus.
Der Sohn von Elias II. Ehrlich, Magister Jonas Aloys Ehrlich, war hingegen der erste Reichenberger, der nach der Reformation zum katholischen Priester geweiht wurde. Im Jahre 1673 wurde er zum ersten Pfarrer von Neudorf ernannt, wo er die Seelsorge einrichtete und zwölf Jahre blieb. Im Jahre 1686 wurde er Propst des Stiftskapitels zu Raudnitz und starb dort vor dem 15. April 1688.

### Ende der Herrschaft der von Redern
Die Herrschaft der Freiherren von Redern, die seit 1558 mit Hilfe von Gideons Großonkel, dem Herrschaftshauptmann Joachim Ullrich von Rosenfeld, die Entwicklung der Stadt Reichenberg vorangetrieben hatten, kam in den Jugendjahren Gideons zu Ende. Der schwelende Konflikt zwischen Protestanten und Anhängern der katholischen Kirche in Böhmen entlud sich am 8. November 1620 in der Schlacht am Weißen Berg, an der der Besitzer der Herrschaften Friedland und Reichenberg, der Reichsfreiherr Christoph von Redern (* 1591, † 1641/42) auf der Seite der Protestanten teilnahm. Nach der Niederlage des „Winterkönigs“ Friedrich I. (V. von der Pfalz) von Böhmen (1619–1620) verlor Christoph von Redern seine Herrschaften und floh als Exulant außer Landes.

### Unter der Herrschaft Wallensteins

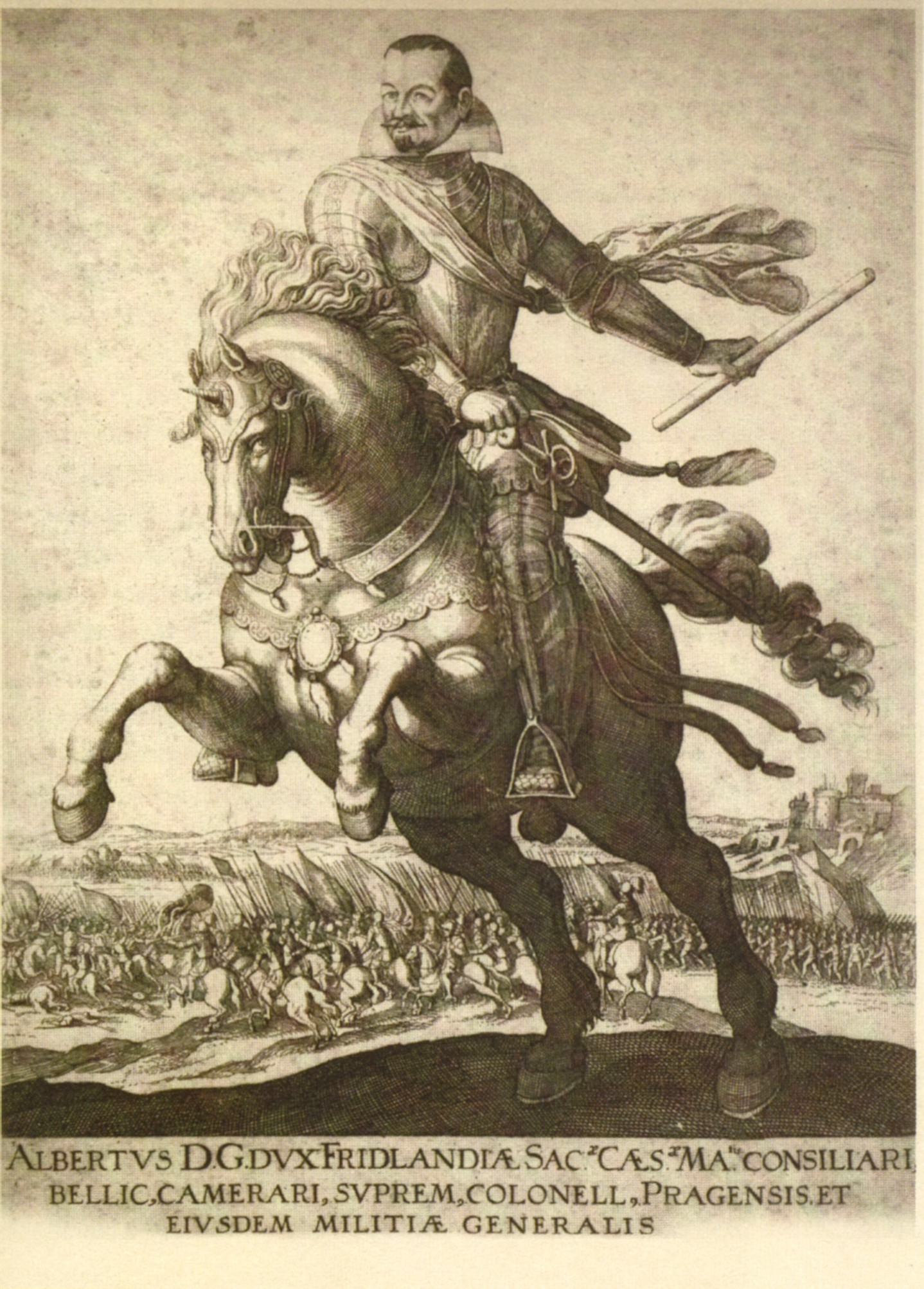
Wallenstein: Herzog von Friedland, kaiserlicher Kriegsrat und Kämmerer, Allerhöchster Obrist von Prag und ebensolcher General. Kupferstich 1625/28.

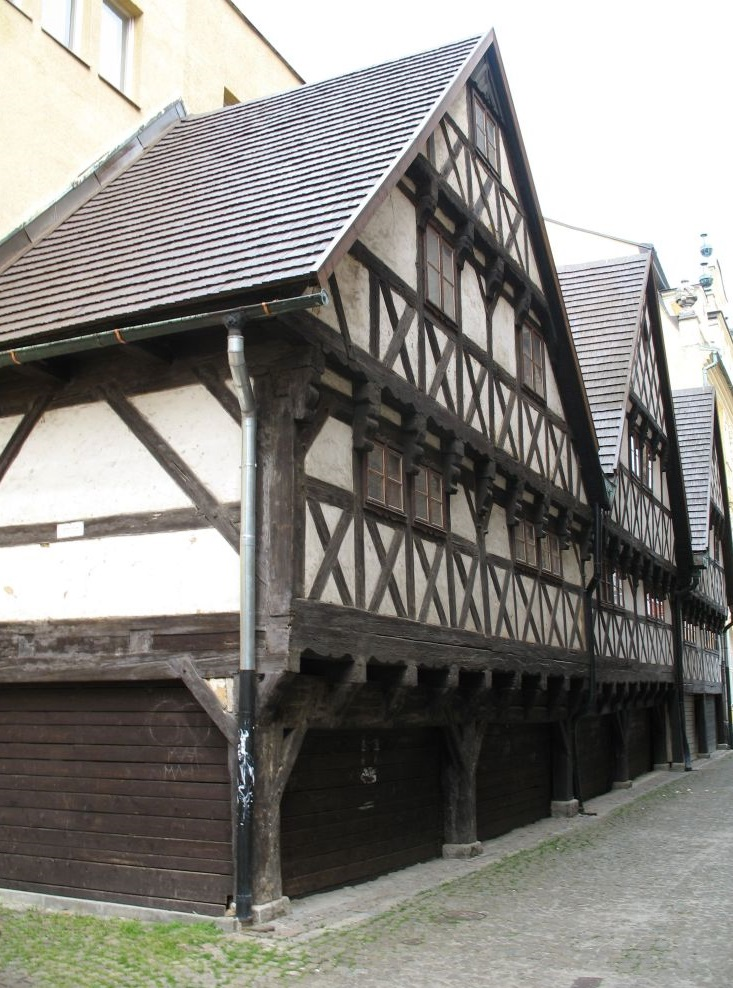
Die Wallensteinhäuser

Die Herrschaften Friedland, Seidenberg und Reichenberg wurden 1621 an den kaiserlichen Generalissimus Albrecht Wenzel Eusebius von Waldstein, besser bekannt als „Wallenstein“ (* 1583, † 1634) verkauft. Sie wurden zum Kern des Herzogtums Friedland, indem sie mit den von Wallenstein erworbenen Ländereien zusammengelegt und das Ganze am 4. Jänner 1624 von Kaiser Ferdinand II. zum Fürstentum, 1625 zum Herzogtum Friedland mit der Hauptstadt Gitschin (heute Jičín in der Region Königgrätz, tschechisch: Královéhradecký kraj) erhoben wurde. Wallenstein stieg dadurch zum Herzog von Friedland auf.
Unter Wallenstein erlebten die Städte seines Herrschaftsbereiches einen beachtlichen wirtschaftlichen Aufschwung. Dies gilt auch für Reichenberg, wo auf ihn u. a. der nach 1630 errichtete Neustädter Platz und die so genannten „Waldsteinhäuser“ zurückgehen.
Gideon Ehrlich folgte der Familientradition und wurde im Jahre 1629 als Meister in die Tuchmacherzunft von Reichenberg aufgenommen und baute seinen Betrieb erfolgreich zu einer Manufaktur aus.

### Unter der Herrschaft der Grafen von Gallas
Im Jahre 1634 kam es nach der Ermordung Wallensteins am 25. Februar in Eger zu einem neuerlichen Wechsel: Die Herrschaften Reichenberg und Friedland fielen an einen Rivalen Wallensteins, den kaiserlichen Generalleutnant und Feldzeugmeister Mathias Reichsgraf von Gallas, Duca di Lucera.
Vier Jahre später kam es in Reichenberg zu einem wichtigen Umschwung im Bereich der Religion, zu dem Gideon Ehrlich, der damals Stadtrichter von Reichenberg war, einen entscheidenden Beitrag leistete. Er wandte sich nämlich von der reformierten Religion seiner Eltern ab, wurde katholisch und trug, wie P. Anton Hoffmann schreibt: „durch seine entschieden katholische Gesinnung das Meiste dazu bei, dass der Stadtrat damals den katholischen Glauben annahm.“ Erleichtert wurde dies durch den Umstand, dass der Schwager Gideons, David Ullrich, im Jahr 1638 zum Bürgermeister von Reichenberg gewählt worden war. Gemeinsam gelang ihnen, den Stadtrat zu überzeugen, der am 25. April 1638 geschlossen zur katholischen Religion übertrat. Dies erforderte einigen Mut, da die Mehrheit der Bevölkerung mit Leidenschaft für die Erhaltung des Protestantismus kämpfte. Gideon erwarb am 28. Jänner 1639 den Brauhof seines Vaters (Nr. 5 – III.) am Altstädter Platz Nr. 13 um 710 Schock und war erfolgreich bemüht, die Bürger der Stadt Reichenberg zum Katholizismus zurückzuführen.

### Unter schwedischer Besatzung
Dieser religiöse Umschwung hatte jedoch nur kurzen Bestand, denn bald darauf wurde auch die Stadt Reichenberg in die Wirren des Dreißigjährigen Krieges einbezogen. Bereits am 1. Mai 1639 rückte ein schwedisches Regiment unter Führung des Generalmajors Adam von Pfuel in Reichenberg ein und plünderte die Stadt am 9. Mai. Der schwedische General-Feldzeugmeister Lennart Torstensson rückte von der Stadt Bautzen heran und forderte am 23. Mai die Besatzung des Schlosses Friedland zur Übergabe auf. Da die dortige Besatzung am 24. Mai 1639 die Flucht ergriff, fielen die Herrschaften Reichenberg und Friedland unter schwedische Kontrolle.

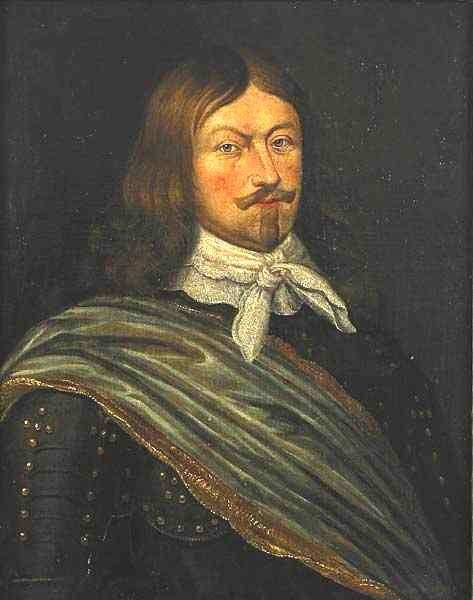
Lennart Torstensson, Porträt von David Beck

Dies benützten die Protestanten Reichenbergs, um unter schwedischem Schutz wieder die Kontrolle über die Stadt zu erlangen. Der katholische Stadtrat wurde abgesetzt, der geflohene katholische Pfarrer durch einen protestantischen Kaplan ersetzt, der Stadtschreiber entlassen. Gideon Ehrlich kam als Stadtrichter und führender Vertreter der Rekatholisierung in Haft, während das ganze Stadtregiment durch Protestanten ersetzt wurde.
Selbst der geächtete und landesflüchtige frühere Stadtherr, der Reichsfreiherr Christoph von Redern tauchte in Friedland und Reichenberg auf und hoffte durch die Schweden seinen Besitz zurückzuerhalten. Er hoffte jedoch vergeblich und war so arm, dass ihm der Stadtrat Geld für seinen Unterhalt zukommen ließ.
Zehn Monate lang wechselten sich die durchmarschierenden schwedischen Truppenkontingente und die Einquartierungen ab, wobei alle beweglichen Sachen geplündert wurden. Als der Pastor Melchior Neumann am 14. August erstmals den zahlreich angereisten Protestanten das Abendmahl in beiderlei Gestalt reichen wollte, stellte sich heraus, dass die Vorräte des Rathauskellers bis zum letzten Tropfen ausgetrunken waren. Das feierliche Abendmahl wäre daher gescheitert, hätten nicht ein Bürger mit einem gut versteckten Rest von 9 ½ Seidel Wein ausgeholfen.
Schon weniger als ein Jahr darauf kam es zu einer neuerlichen Wende: Die Festung Friedland und der Stadt Reichenberg wurden am 17. März 1640 durch kaiserliche Truppen erobert.
Dadurch kam es neuerlich zum Wechsel des Stadtregimentes – diesmal allerdings in umgekehrter Richtung. Nunmehr wurden die Protestanten wieder durch Katholiken und der reformierte Pastor durch einen katholischen Pfarrer ersetzt.
Gideon Ehrlich, dem die Flucht aus der schwedischen Gefangenschaft gelungen war und einige Zeit im Exil gelebt hatte, kehrte nach Reichenberg zurück und wurde am 11. Jänner 1642 zum Bürgermeister der Stadt Reichenberg gewählt. Im darauf folgenden Jahr, 1643, wurde er von Matthias Graf von Gallas zum Burggrafen der Herrschaft Reichenberg ernannt.
In der Folge forderten Durchzüge freundlicher und feindlicher Truppen große Opfer von der Stadt.
Im Dezember 1645 eroberten die Schweden unter General Arfurth Wittenberg von Debern neuerlich Schloss Friedland und besetzten Reichenberg, wonach die Herrschaften Friedland und Reichenberg dem Inspektor des Generals Wittenberg, Georg Bartsch, unterstellt wurden und es neuerlich zu einem Austausch des Stadtregiments – diesmal wieder zugunsten der Protestanten – kam.
Gideon verbrachte diese Jahre großteils im Exil. Erst durch den Westfälischen Frieden vom 24. Oktober 1648 kam es zu einer Beendigung der schwedischen Besatzung, die im Juni 1649 aus Reichenberg abzog, wodurch Gideon Ehrlich in seine Heimatstadt zurückkehren und seine Textilmanufaktur wieder aufbauen konnte.

### Hauptmann von Friedland und Reichenberg
Seine Erfahrung als Stadtrat, Bürgermeister, Stadtrichter und Organisator der Rekatholisierung wurde von Franz Ferdinand Reichsgraf von Gallas, der von 1647 bis 1697 Herr der Herrschaften Reichenberg und Friedland war, genützt, indem er Gideon im Jahre 1663 zum Hauptmann der Herrschaften Reichenberg und Friedland ernannte.

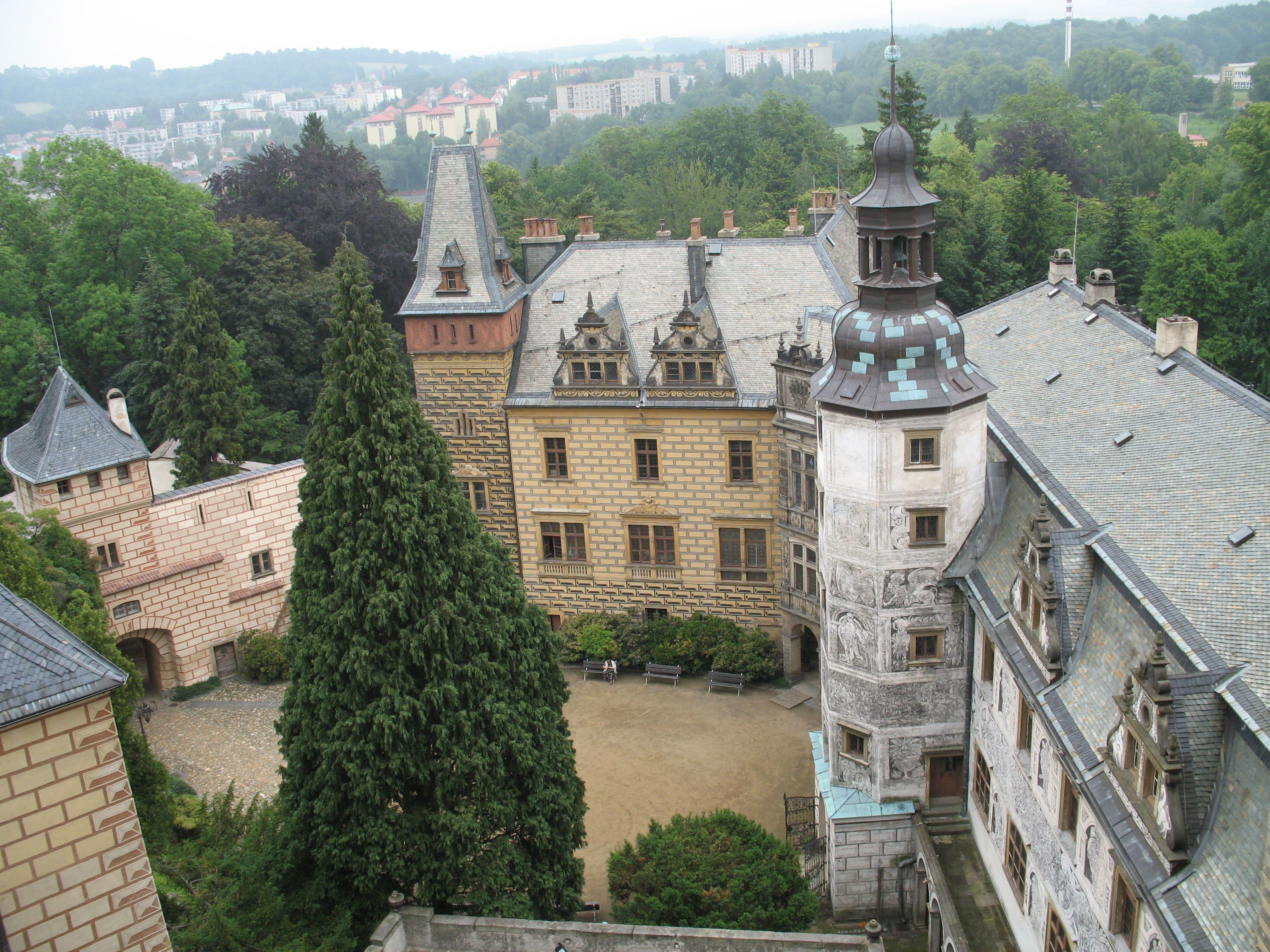
Burg und Schloss Friedland

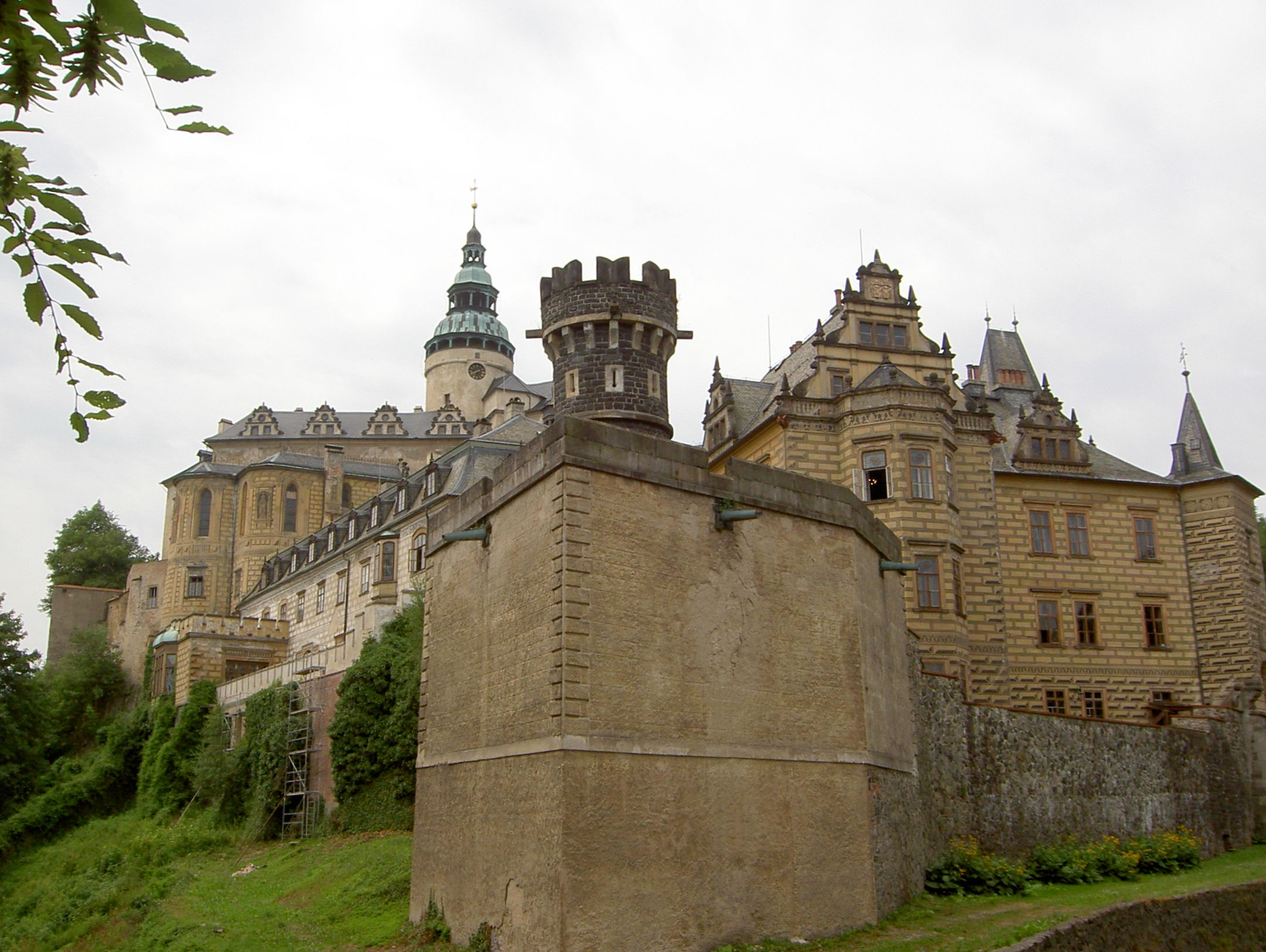
Schloss Frýdlant

Gideon errichtete 1665 die erste Messstiftung bei der neu erbauten Pfarrkirche von Reichenberg und stiftete mit 200 Gulden für den Jahrestag seines Todes ein Seelenamt, das bis ins 20. Jahrhundert gehalten wurde. Im selben Jahr ließ er im linken Seitenschiff der Pfarrkirche vor der Kanzel eine Familiengruft erbauen, deren Deckelplatte mit seinem Wappen geziert war. Als erste wurde dort seine Ehefrau zur Ruhe gelegt. Später wurde der Wappenstein in die Mitte des Hauptganges verlegt und 1859 bei der Neupflasterung der Kirche entfernt.

### Böhmischer Adelsstand
Am 18. Oktober 1668 erfolgte auf Vorschlag des Grafen von Gallas, der seine treuen Dienste belohnen und ihn für die erlittenen Unbilden entschädigen wollte, durch Kaiser Leopold I. die Erhebung in den erblichen Adelsstand des Königreiches Böhmen unter gleichzeitiger Verleihung eines vermehrten Wappens und des Prädikats „von Ehrnfeldt“.
Dieses Prädikat wurde offensichtlich in Anlehnung an das gleich lautende Prädikat des früheren Hauptmanns von Reichenberg, Vigil Tandel von Ehrenfeldt gewählt, der der mütterliche Großvater von Gideons Frau war.
Im Adelsdiplom von Kaiser Leopold I. (HRR) Leopold I. wird die Erhebung wie folgt begründet:
"Wann Wir dann gnädigst angesehen, wahrgenommen und betrachtet haben, die Ehrbarkeit, Redlichkeit, adeliche gute Sitten, Tugend, Vernunft und Geschicklichkeit, wie auch die ehrliche und eheliche Geburt, Herkommen und löbliches Verhalten, darmit vor Unser Kaiserlichen und Königlichen Majestät der Ehrsame Gedeon Ehrlich besonders berühmt worden, Indeme Er der Herrschaft Reichenberg lange Zeit hero bey denen feindlichen invasionen mit Darsetzung Haab und Guts und Bluts treulichst vorgestanden, anno 1638 tempore reformationis religionis bey Feindts Zeiten umb seines zur katholischen Religion getragenen Eifers und darbey gethanen vielen unverdrossenen cooperationen in unterschiedliche harte Gefängnissen geworffen worden, Leib und Lebensgefahr ausstehen ach sogar endlich all seiner sachen entäussert, in die anderthalb Jahr in schwerem Exilio bleiben müssen, und dahero, wie bis dato also auch inskünftig seinen 	habenden guten Qualitäten nach getreue Dienste Uns und dem Vaterland wohl wird leisten können und solln."
Das Adelsdiplom von 18. Oktober 1668 enthält die üblichen Formulierungen, indem ihm der „Adel der recht Edelgebohrnen Lehensturniersgenossen“, und das Recht verliehen wurde, Benefizien von hohen und niederen Domstiften oder geistliche und weltliche Lehen zu empfangen, „Gerichte zu besitzen, Urteile zu schöpfen und Recht zu sprechen“, oder sich unter Weglassung des ursprünglichen Namens nur nach dem neu verliehenen adeligen Prädikat zu nennen. Von diesem Privileg wurde gelegentlich Gebrauch gemacht aber auch umgekehrt, unter dem Einfluss der Französischen Revolution, der Familienname auch ohne Prädikat geführt.
Bemerkenswert ist jedoch das mit dem Diplom verliehene Recht, mit rotem Wachs zu siegeln, die so genannte Rotwachsfreiheit, da diese ursprünglich ein dem Souverän und später dem Herrenstand vorbehaltenes Privileg war. So wurde etwa dem Johann von Starhemberg, Herrn auf Wildberg, Sprinzenstein, Zwettl, Schönbühel an der Donau etc., kaiserlicher Kämmerer u. Rat, Landeshauptmann in Oberösterreich etc. dieses Recht 1467 verliehen, wodurch er in den Herrenstand aufrückte.
Dies zeigt, wie sehr sich die Zeiten geändert hatten, da die Rotwachsfreiheit im 17. Jahrhundert nunmehr selbst Kleinadeligen verliehen wurde.

### Wappen
Im Diplom vom 18. Oktober 1668 wird das dem Gideon Ehrlich von Ehrnfeldt verliehene Wappen in der Originalfassung wie folgt beschrieben:
„Alß mit Namen einen quardrierten in vier gleiche Theil abgetheilten Schildt, dessen hinter untere und fordere obere gelb oder goldfarb, das forder untere und hinter obere aber schwarz oder kohlfarb ist, in dem hintern untern Feldt erscheinet ein mit grünem Lorber Cranz gekrönter gegen d. Rechten sehender Mohrenkopf, in der fordern obern ein mit zurückgewandtem Kopf und roth ausgeschlagener Zunge aufwerts stehender Bähr, in seiner linken Seiten mit einem Pfitschpfeil schregsweis abwärts durchschossen, und mit seinen beeden fordern Datzen ein weisses Fähnlein mit dreyen darinnen triangelsweis gemahlten Himperblätter an einer rothen Stangen mit einem güldenen Crönlein haltend zu sehen, in der fordern untern Veldung erzeigen sich zwey gleiche gegeneinander ausgeschwungene mit den Sachsen einwärts gewandte rothe Adlersflügel, in der jeden ein weisse schrägsweis gelegte Balcken mit dreyen nacheinander liegenden purpurfarben Rosen, in der hintern obern aber schwimmet auf einem Wasser ein weisser, zur Rechten sehender Schwann mit gebogenem Hals, in seinem Schnabel ein güldener mit einem Türkis Stein versetzter Ring hangendt, ob solchem Schildt steht ein freyer offener adelicher Turniershelmb, zur Linken mit roth – oder rubin – und weiss – oder silber – zur Rechten aber mit schwarz oder kohl – und gelb – oder goldfarben Helmdecken, darob mit einer Königlich güldenen Cron geziehret, auf welcher wiederumb, wie in der fordern obern Veldung ein grosser aufwerts gewandter Bähr mit einem Pfitschpfeil in der linken Seiten schregsweis durchschossen, und mit seinen beeden fordern Datzen ein gleichmässiges weisses Fähnlein haltendt erscheinen thuet.“

### Ableben
Gideon I. Ehrlich von Ehrnfeldt, der Hauptmann der Herrschaften Friedland und Reichenberg, verstarb auf Schloss Friedland am 24. September 1670. Er wurde mit großem Gepränge in der von ihm errichteten Familiengruft in der Pfarrkirche von Reichenberg begraben. Mit fünfzehn Pulsen wurde ihm ausgeläutet, alle fünf Pfarrer der Herrschaften erschienen bei seinem Begräbnis.
Nach dem Begräbnis versammelte sich die ganze Verwandtschaft auf der Pfarrei, wo, wie das damals bei jedem Begräbnis der besseren Stände üblich war, „im Wein das Leid vertrunken wurde“. Am 1. Dezember 1670 wurde auf dem Rathaus das vorhandene Bargeld unter den Erben verteilt Auf einen Kindesteil entfielen 1462 Goldgulden, was heute nicht viel sagen will, damals aber schon einen großen Reichtum ausmachte.

## Ehe und Nachkommen

### Ehe
Gideon heiratete im Oktober 1628 Sarah Henning († 3. Dezember 1663, begraben in der Familiengruft in der Reichenberger Pfarrkirche). Sie war eine Tochter des Martin Henning, Sekretär der königlichen Kanzlei in Prag und der Eva Tandel von Ehrenfeldt, einer Tochter des Vigil Tandl von Ehrenfeldt, Hauptmann der Herrschaft Reichenberg und der Eva Freiin von Bieberstein, einer Tochter des Karl Freiherrn von Bieberstein zu Devin (heute  Děvín, Ralská pahorkatina) und Roll (* 20. März 1528, † 27. April 1593), Kaiserlicher Rat und Oberstmünzmeister im Königreich Böhmen, dieser war verheiratet mit Elisabeth von Minckwitz, einer Tochter des Kaspar von Minckwitz auf Spremberg, Sonnwalde etc. und der Sabine von Ende.

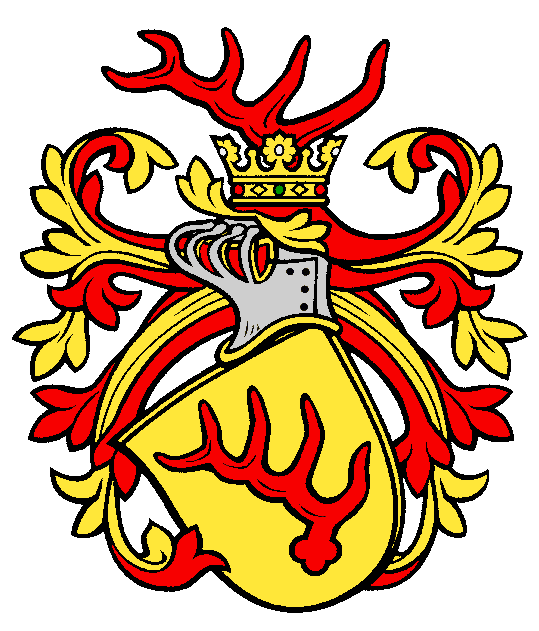
von Bieberstein Stammwappen

von Minckwitz Stammwappen

### Überraschende Vorfahren seiner Kinder

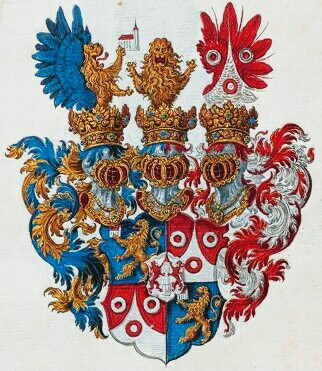
Wappen der Grafen Schlick Schlick-Grafen-Wappen

Gideon Ehrlich konnte jedoch nicht ahnen, was viel später einer seiner Nachkommen herausfand, nämlich, dass er durch seine Ehe zahlreiche, weit zurückliegende europäische Herrscher zu Vorfahren seiner Nachkommen machte.
Dies beruht auf der Großmutter der Eva von Bieberstein, Sidonia Schlick Gräfin zu Passaun und Weißkirchen († 1547) und weiter zurück auf Ursula Gräfin von Görz (+ nach 1393) und deren Vorfahren.
Zu dieses fürstlichen Vorfahren zählen nicht nur Heinrich der Löwe, die Herzöge von Österreich Heinrich der Grausame von Österreich und Leopold VI. der Glorreiche, sondern auch römisch-deutsche Könige, wie Albrecht I. und Rudolf I. von Habsburg, die Kaiser Friedrich I. Barbarossa, Lothar von Supplinburg, Heinrich IV., Otto II. und Otto I. der Große sowie Karl der Große.
Zu diesen Vorfahren zählen in England u. a. die Könige Heinrich II., Wilhelm der Eroberer, Harald Godwinson und Alfred der Große, in Schottland König Malcolm III., in Frankreich König Ludwig VII. und dessen Gemahlin, Eleonore von Aquitanien, in Böhmen König Ottokar I., in Ungarn Bela IV., in Polen König Boleslaw III. und in Russland Juri Dolgoruki aus dem Haus der Rurikiden, Wladimir II. Monomach und Wladimir der Große.
Auch Kreuzfahrer finden sich unter diesen Vorfahren, wie Rainald von Chatillon, Bohemund II. von Hauteville, sowie Fulk von Anjou, Balduin von Bourcq.
Die Gemahlin von König Bela IV. von Ungarn, Maria Laskaris von Nicäa, führt in das Byzantinische Reich, da sie eine Tochter von Theodor I. Laskaris war von 1205 bis 1222 byzantinischer Kaiser aus dem Hause der Laskariden im Exil in Nikaia 'Anna Komnene Angeloi' († 1212), eine Tochter des Alexios III. Angelos, Kaiser von Byzanz (1195–1203) und der Euphrosyne Dukaina Kamatera (* um 1143, † um 1211). Auch Konstantin Monomachos Kaiser von Byzanz (von 1042 bis 1055) kommt vor.
Zu den Vorfahren zählen aber auch Heilige der Katholischen Kirche, wie die Heilige Hedwig, Ludwig der Heilige und dessen Gemahlin, die Heilige Elisabeth von Thüringen und Leopold III., sowie Olav II. der Heilige.

### Kinder
- Gideon (II.) Ehrlich von Ehrnfeldt (* 3. Oktober 1635 in Reichenberg, † 28. Februar 1678 in Prag, begraben in der St Aegidikirche zu Prag), war seit 1670 Burggraf von Reichenberg, heiratete am 14. November 1656 in Reichenberg Maria Magdalena Klosz (* 15. August 1640 in Reichenberg), eine Tochter des Andreas Klosz, Brauhöfer, Burggraf von Reichenberg, u. d. Anna Günzel, (T. v. Georg Günzel, Brauhöfer, Ratsherr und 1623/24 Bürgermeister von Reichenberg).
  - Gideon (III.) Ehrlich von Ehrnfeldt (* 1657, † 1700), dessen Sohn, besaß von 1690 bis 1700 das Gut Domaslowitz, dass sich etwa zehn Kilometer südlich der Stadt Reichenberg befand. Das Gut bestand aus dem Meierhof Domaslowitz, den Dörfern Domaslowitz, Jawornik (Javorník u Českého Dubu), Raschen (Rašovka), Padouchow (Padouchov), Bystra (Bystra, heute Ortsteil von Šimonovice) und Proschwitz. Bereits 1687 hatte er Teile des Kameraladministrationsgutes Chwala im Kaurzimer Kreis (keute im Okres Kolín) in der Region Mittelböhmen erworben und zwar die Hälfte des obrichkeitlichen Rustikalhofes Seiprawitz, bestehend aus zwei Bauernhöfen, mit der Auflage, der Prager St. Michaelskirche jährlich eine Zinszahlung in Höhe von 74 Gulden, 38 Kreuzer zu leisten.[25] Gideon (III.) wurde zum näheren Stammvater der Familie, die in Österreich noch blüht[26] und dort das Schloss Illmau besitzt[27]
- Rosina Ehrlich von Ehrnfeldt (testiert 27. Oktober 1694), heiratete in erster Ehe Urban Loth, Bürger und Ratsherr der Stadt Reichenberg, später Amtmann des Stiftes Liebenwerda. Sie heiratete in zweiter Ehe am 22. November 1667 Andreas Schöpfer († 9. Dezember 1709), Bräuhöfer, Ratsherr und Bürgermeister der Stadt Reichenberg von 1689 bis 1709.
- Appolonia Ehrlich von Ehrnfeldt heiratete am 25. November 1639 Christoph Tugemann, Bürger, Brauhöfer und Ratsherr der Stadt Reichenberg. Dieser war um die Wiederherstellung der unter Wallenstein verlorenen Stadtprivilegien bemüht und überreichte als Abgesandter der Bürgerschaft  Kaiser Leopold I. am 20. Januar 1680 in Prag in der Ritterstube des Hradschin persönlich ein diesbezügliches Memorandum.[28] Zur Strafe für diese Kühnheit wurde er vom damaligen Stadthauptmann von Reichenberg, Bernard Flick, zu einer Kerkerstrafe von 100 Tagen verurteilt.[29]